# 山形県高等学校の廃校一覧
山形県高等学校の廃校一覧（やまがたけんこうとうがっこうのはいこういちらん）とは、山形県の廃校となった高等学校の一種。対象となるのは学制改革（1948年）以降に廃校となった高等学校と分校である。名称は廃校当時のもの。廃校時に属していた自治体が合併により消滅している場合は現行の自治体に含める。また現在休校中の学校は公式には存続している事となっているが、休校中の学校は事実上廃校となっている場合が多いため、便宜上本項に記載する。

## 公立高等学校

### 山形市
- 山形県立柏倉門伝高等学校（1962年上山市の上山農業高へ統合）[注釈 1]

### 酒田市
- 山形県立酒田第一高等学校松嶺分校（1948年11月30日松嶺高開校に伴い閉校）[2]
- 山形県立酒田第三高等学校（1950年酒田第一高〈同年酒田高、1952年山形県立酒田東高等学校へ改称〉へ統合）[2]
- 山形県立松山里仁館高等学校（2002年）[3]
- 山形県立酒田商業高等学校（2012年統合により山形県立酒田光陵高等学校へ）[4]
- 山形県立酒田工業高等学校（同上）[4]
- 山形県立酒田北高等学校（同上）[4]
- 酒田市立酒田中央高等学校（同上）[4]

### 鶴岡市
- 山形県立鶴岡第一高等学校（1950年鶴岡第三高と統合し鶴岡高〈1957年山形県立鶴岡南高等学校へ改称〉へ）[5]
- 山形県立鶴岡第三高等学校（1950年鶴岡第一高と統合し鶴岡高へ）[5]
- 山形県立山添高等学校黄金分校（1951年）
- 山形県立山添高等学校斎分校（1951年）
- 山形県立山添高等学校黒川分校（1951年）
- 山形県立山添高等学校東岩本分室（1951年）
- 山形県立大山高等学校七窪分校（1954年）
- 山形県立大山高等学校田川分校（1961年）
- 山形県立鶴岡西高等学校（1997年鶴岡家政高と統合し山形県立鶴岡中央高等学校へ）[6]
- 山形県立鶴岡家政高等学校（1997年鶴岡西高と統合し鶴岡中央高へ）[6]
- 山形県立鶴岡中央高等学校温海校（2012年）[6]
- 山形県立鶴岡南高等学校山添校（2022年）[7]
- 山形県立鶴岡南高等学校（2024年鶴岡北高と統合し山形県立致道館高等学校へ）[8]
- 山形県立鶴岡北高等学校（2024年鶴岡南高と統合し致道館高へ）[8]

### 米沢市
- 山形県立米沢商業高等学校（2025年米沢工業高と統合し山形県立米沢鶴城高等学校へ）[9]
- 山形県立米沢工業高等学校（2025年米沢商業高と統合し米沢鶴城高へ）[9]

### 新庄市
- 山形県立新庄農業高等学校（2003年新庄工高と統合し山形県立新庄神室産業高等学校へ）[10]
- 山形県立新庄工業高等学校（2003年新庄農高と統合し新庄神室産高へ）[10]

### 村山市
- 山形県立村山農業高等学校（2014年東根工業高と統合し山形県立村山産業高等学校へ）[11]
- 山形県立楯岡高等学校（2016年山形県立東桜学館高等学校へ改編）[12]

### 東根市
- 山形県立東根工業高等学校（2014年村山農業高と統合して村山産業高へ）[11]

### 尾花沢市
- 山形県立尾花沢高等学校（1987年大石田高と統合し山形県立北村山高等学校へ）[13]

### 上山市
- 山形県立上山農業高等学校（1993年上山高と統合し山形県立上山明新館高等学校へ）[14]
- 山形県立上山高等学校（1993年上山農高と統合し上山明新館高へ）[14]

### 南陽市
- 山形県立宮内高等学校（1991年赤湯園芸高と統合し山形県立南陽高等学校へ）[15]
- 山形県立赤湯園芸高等学校（1991年宮内高と統合し南陽高へ）[15]

### 大石田町
- 山形県立大石田高等学校（1987年尾花沢高と統合し北村山高へ）[13]

### 朝日町
- 山形県立左沢高等学校朝日分校（1998年）[16]

### 西川町
- 山形県立寒河江高等学校西川分校（1991年）[17]

### 飯豊町
- 山形県立置賜農業高等学校飯豊分校（2013年）[18]

## 私立高等学校

### 酒田市
- 酒田南高等学校〈旧〉（2018年天真学園高と統合し酒田南高等学校〈新〉へ）[19]
- 天真学園高等学校（2018年酒田南高〈旧〉と統合し酒田南高〈新〉へ）[19]